# Prolaktinom
Das Prolaktinom ist ein gutartiger Tumor (Adenom) des Hypophysenvorderlappens (Adenohypophyse), der Prolaktin produziert. Dies führt zu einem Überschuss von Prolaktin im Blut, einer sogenannten Hyperprolaktinämie. Es ist bisher nicht sicher bekannt, wodurch ein Prolaktinom entsteht.

## Epidemiologie
Das Prolaktionom ist der häufigste hypophysäre Tumor mit einem Geschlechterverhältnis von ♀>♂ (etwa 5:1)

## Symptome
Die Symptome äußern sich
- bei Frauen durch milchige Absonderung aus der Brust, die Galaktorrhoe genannt wird, Zyklusstörungen mit Oligo- oder Amenorrhoe, fehlendem Eisprung (Anovulation) und Sterilität, langfristig Osteoporose und Atrophie des Vaginalepithels wegen des Östrogenmangels oder ein endogenes Psychosyndrom mit Depression oder Ängstlichkeit

- bei Männern durch Impotenz, Libidostörungen und selten Gynäkomastie mit Galaktorrhoe. Bei Männern kann der erhöhte Prolaktinspiegel mit dem Testosteronmangel zudem zu einer Einschränkung der Spermienqualität (Anzahl, Beweglichkeit und Morphologie) bis hin zur Sterilität führen.

Nimmt der Tumor an Größe zu, kann er durch mechanische Einwirkung zu Kopfschmerzen, Gesichtsfeldausfällen und einer teilweisen bis kompletten Hypophyseninsuffizienz führen.

## Diagnostik

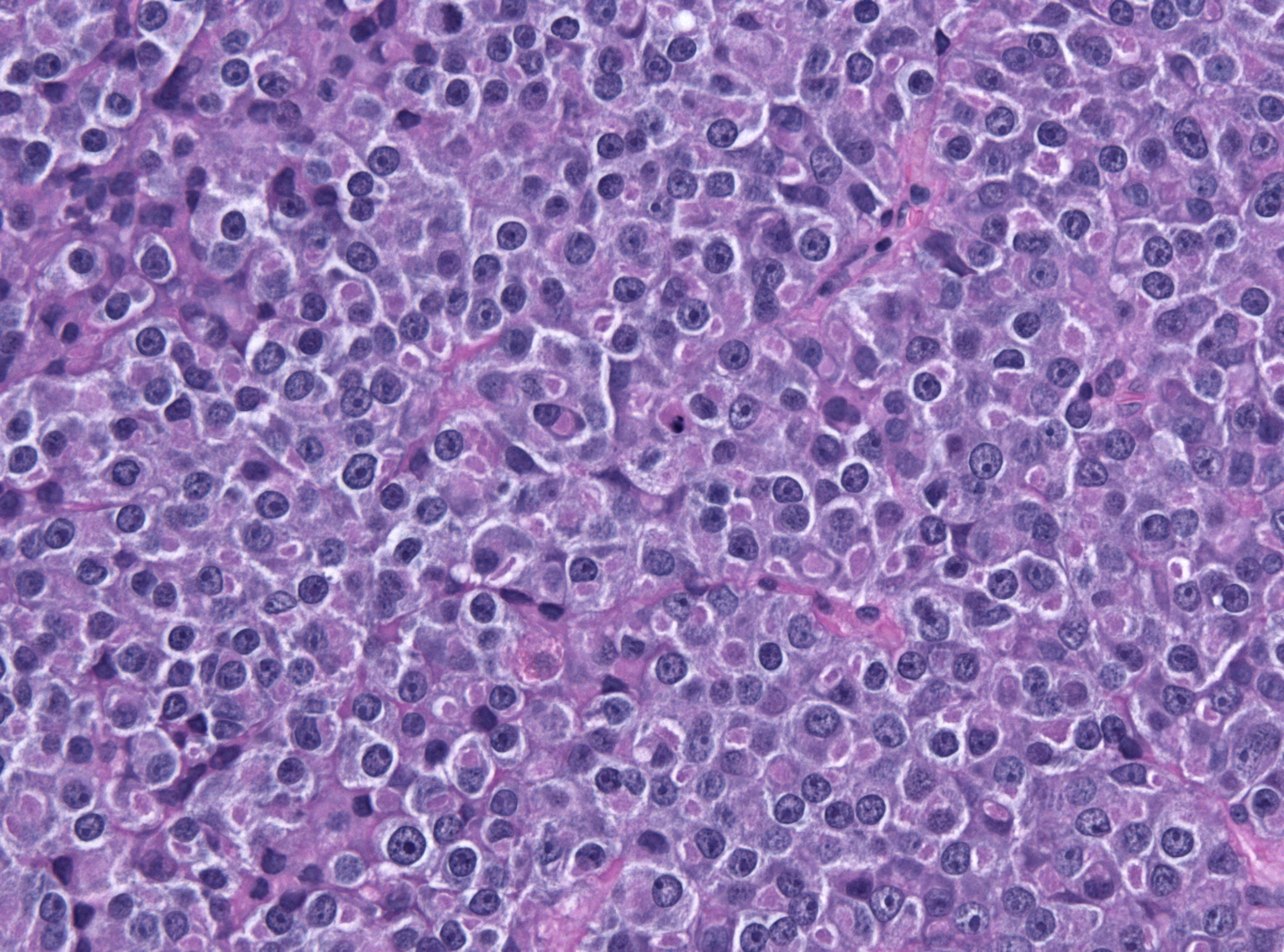
Prolaktinom

Es wird der basale Prolaktinspiegel bestimmt. Dabei sind Werte >20 µg/l (♂) und >25 µg/l (♀) verdächtig, ab Werten von >200 µg/l ist von einem Prolaktinom auszugehen. Differentialdiagnostisch kann ein Prolaktinstimulations-Test durchgeführt werden.
Zur Unterscheidung zwischen Makroprolaktionom (>1 cm) und Mikroprolaktinom (<1 cm) wird in den meisten Fällen eine Magnetresonanztomographie (MRT) des Kopfes angefertigt.

## Therapie
Prolaktinome können meist  durch bestimmte Medikamente, sogenannte Dopaminagonisten (Bromocriptin, Cabergolin oder Quinagolid), behandelt werden. Eine Operation ist nur notwendig bei Therapieresistenz, Unverträglichkeit der Therapie, nicht rasch genug medikamentös beeinflussbaren Prolaktinomen mit Gesichtsfeldeinschränkungen, Kinderwunsch und beim Auftreten akuter Hirndruckzeichen wie starken Kopfschmerzen oder Bewusstlosigkeit durch eine Tumoreinblutung nach Beginn einer Behandlung eines Prolaktinoms mit Dopaminagonisten. Als operativer Zugang wird dabei häufig eine Nasennebenhöhle gewählt (der Sinus sphenoidalis). Dieser zunächst ungewöhnlich wirkende Weg ergibt sich aus den anatomischen Gegebenheiten: Die Hypophyse, in der Fossa hypophysialis, also einer Ausbuchtung der mittleren Schädelgrube, gelegen, liegt nur durch eine relativ dünne Knochenlamelle getrennt hinter dieser Nasennebenhöhle. Bei Inoperabilität kann in diesen Fällen auch eine Bestrahlung durchgeführt werden. Prolaktinome können in seltenen Fällen auch bei Kindern vorkommen und werden häufig durch Tumorresektion erfolgreich behandelt.